# Joseph Levine (filósofo)
Joseph Levine (nascido em 17 de janeiro de 1952) é um filósofo americano na Universidade de Massachusetts Amherst. Ele concluiu seu doutorado pela Universidade de Harvard em 1981.

Levine trabalha com filosofia da mente e é mais conhecido por formular o argumento da lacuna explicativa contra uma explicação materialista para a consciência. O argumento foi citado como um precursor do problema difícil da consciência de David Chalmers e como uma das principais objeções que as teorias materialistas na filosofia da mente devem enfrentar. A ideia da lacuna explicativa é de que existe uma lacuna intransponível ao tentar compreender a consciência da perspectiva das ciências naturais, uma vez que uma explicação científica dos estados mentais exigiria uma redução de um processo físico à experiência fenomenal. A propriedade dos estados mentais a serem experimentados de um ponto de vista subjetivo (qualia) pode não ser redutível da perspectiva objetiva, ou seja, externa, da ciência. Nesse sentido, haveria uma lacuna entre a perspectiva externa da ciência e a perspectiva interna da experiência fenomênica. Levine não acredita que esta lacuna necessite de uma conclusão metafísica; em outras palavras, ele não acredita que seu argumento refute o materialismo. Para ele, isso é um problema epistemológico único:
Embora eu ache que, no final, essa resposta materialista está certa, ela não é suficiente para resolver o problema mente-corpo. Mesmo que as considerações de concebibilidade não estabeleçam que a mente seja de fato distinta do corpo, ou que as propriedades mentais sejam metafisicamente irredutíveis às propriedades físicas, ainda assim elas demonstram que não temos uma explicação do mental em termos do físico.
Levine é autor de livros e artigos populares e acadêmicos de filosofia.

## Vida pessoal
Joseph Levine é casado com a filósofa Louise Antony e é pai da musicista da Bay Area Rachel Lark.